# Chrást, Plzeň-město
Chrást là một làng thuộc huyện Plzeň-město, vùng Plzeňský, Cộng hòa Séc.